# Ben Wallace
Benjamin Cameron Wallace (White Hall, 10 settembre 1974) è un ex cestista e dirigente sportivo statunitense, professionista nella NBA.
Soprannominato "Big Ben", nel 2021 è stato inserito fra i membri del Naismith Memorial Basketball Hall of Fame. La sua maglia numero 3 è stata ritirata dai Detroit Pistons.

## Caratteristiche tecniche
Unico giocatore insieme a Dikembe Mutombo e a Rudy Gobert ad aver vinto per 4 volte il titolo di Defensive Player of the Year, Wallace veniva impiegato principalmente come centro o ala grande; abile nella stoppata (3,5 a partita nella stagione 2001-2002) e nel recupero dei rimbalzi (15,4 di media nella stagione 2002-2003), è stato inoltre inserito per 5 volte nell'NBA All-Defensive Team. In controtendenza rispetto alle notevoli abilità difensive, era invece piuttosto limitato nel gioco d'attacco e denotava grosse difficoltà nei tiri liberi: la sua percentuale di realizzazione dalla lunetta (41,4%) è tra le peggiori nella storia della NBA, e la più bassa in assoluto tra i giocatori che hanno tentato almeno 1200 tiri.
Wallace è l'unico giocatore della storia che ha più stoppate che falli totali.

## Carriera

### College
Frequenta il college a Virginia Union nella seconda divisione NCAA, dove gli viene concessa una borsa di studio solo dopo l'interessamento di Charles Oakley, ex studente dell'ateneo che aveva conosciuto Wallace ad un campo estivo. Wallace termina il college con le media di 13 punti e 10 rimbalzi. Si dichiara pronto per il Draft NBA 1996 ma non viene scelto da nessuna squadra. 

### Reggio Calabria
Dopo il college, Wallace viene selezionato dalla Viola Reggio Calabria guidata da Gaetano Gebbia. A Reggio, Wallace disputa solo una partita di Coppa Italia (il 29 agosto 1996, sul campo della Faber Fabriano, vittoria calabrese per 73-75) prima di essere tagliato. Al suo posto venne ingaggiato Mike Brown.

### NBA

#### Inizi
Dopo Reggio Calabria, Wallace firma comunque con una squadra NBA: i Washington Bullets, dove resta fino alla stagione 1998-99, nella quale dopo due anni abbastanza anonimi termina con 6 punti e 8 rimbalzi di media. Nell'estate 1999 viene tradato agli Orlando Magic in cambio di Isaac Austin insieme a Jeff McInnis. Ad Orlando resta solo una stagione facendo vedere buone cose a rimbalzo e in difesa.

#### Detroit Pistons

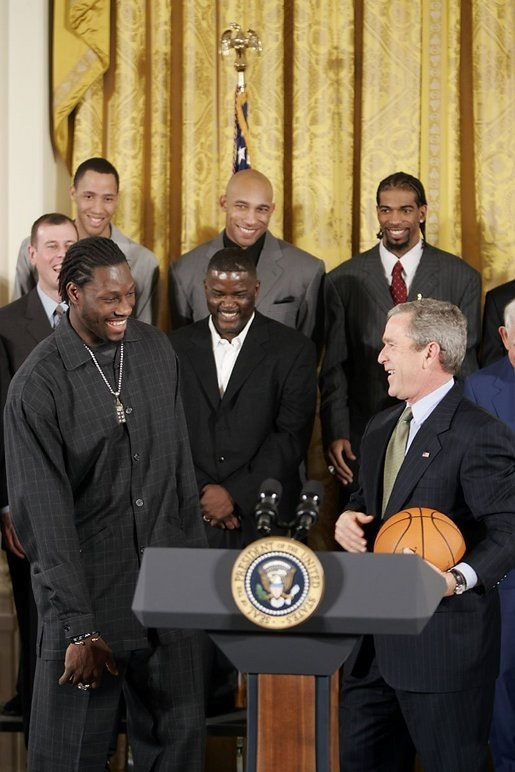
Wallace celebrato alla Casa Bianca dal presidente George W. Bush

In quello che sembrava uno scambio a tutto vantaggio degli Orlando Magic viene girato nell'estate del 2000 ai Detroit Pistons insieme a Chucky Atkins per Grant Hill. A Detroit trova la sua dimensione in una squadra senza tanti fronzoli che gioca duro. La sua prima stagione nei Pistons si chiude con soli 6 punti di media ma con 13 rimbalzi e più di 2 stoppate a partita. I progressi di Wallace sono costanti e presto il suo contributo si dimostra fondamentale per la squadra.
Nella stagione 2001-02 sotto coach Rick Carlisle arriva anche l'approdo ai play-off con l'eliminazione per mano dei Boston Celtics. L'arrivo di Chauncey Billups, Richard Hamilton e Tayshaun Prince permette alla squadra di arrivare nel 2003 alle finali della Eastern Conference dove viene però eliminata dai New Jersey Nets; Wallace nel frattempo si afferma come migliore difensore NBA. A metà della stagione 2003-04 arriva alla corte del nuovo coach dei Pistons, Larry Brown, anche Rasheed Wallace che va a formare con il suo omonimo una coppia di lunghi solida sotto canestro. Nei play-off i Detroit affrontano i Milwaukee Bucks, i Nets e gli Indiana Pacers, arrivando in finale contro i più quotati Los Angeles Lakers; in 5 partite Detroit vince il titolo.

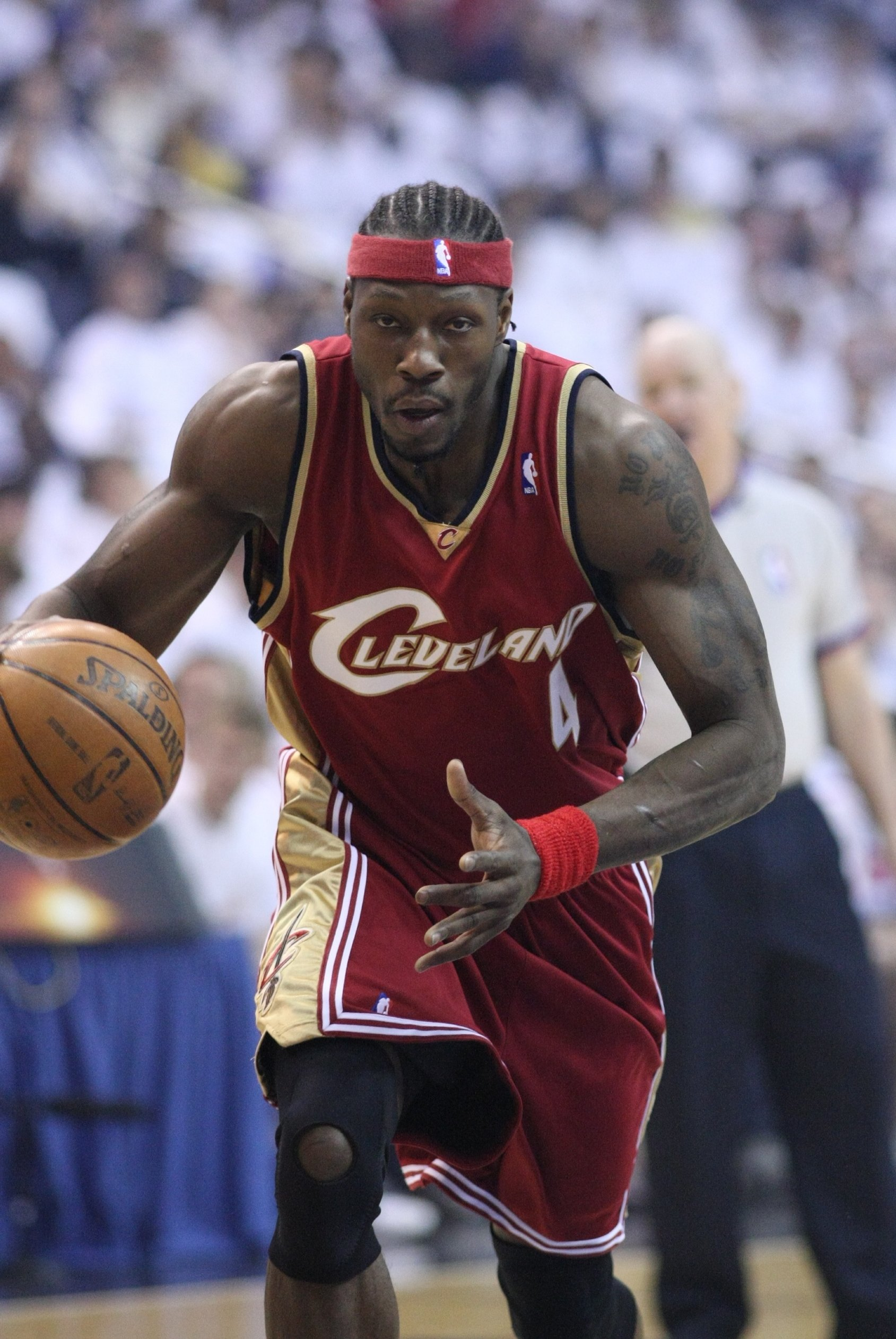
Wallace in canotta Cavs

L'anno dopo i Pistons provano a ripetersi ma in finale incontrano i San Antonio Spurs. In una serie giocata soprattutto sulla difesa e sull'intensità, cedono agli Spurs in 7 partite. L'anno dopo i Pistons compilano il miglior record dell'NBA con la volontà di riportare il titolo a Detroit. Il nuovo coach Flip Saunders cambia il modo di giocare della squadra concentrandolo più sull'attacco. Nei play-off i Pistons dopo aver rischiato di essere estromessi al secondo turno dai Cleveland Cavaliers, vengono battuti in finale di Conference dai Miami Heat.

#### Chicago Bulls
I Detroit Pistons acquistano Nazr Mohammed e svincolano Big Ben, il quale firma un quadriennale con i Chicago Bulls per circa 60 milioni di dollari.

#### Cleveland Cavaliers
Dopo l'inizio di stagione, il 21 febbraio 2008 la dirigenza dei Bulls lo inserisce in una trade a tre squadre che lo porterà nelle file dei Cleveland Cavaliers insieme al compagno di squadra Joe Smith, Delonte West e Wally Szczerbiak.
Nel giugno 2009 viene ceduto ai Phoenix Suns, insieme ad Aleksandar Pavlović, in cambio di Shaquille O'Neal, ma viene immediatamente lasciato libero.

#### Ritorno ai Detroit Pistons
Dopo essere diventato free agent nell'estate 2009, viene ricontattato dai Pistons che si accordano con il giocatore con un contratto da 1,3 milioni di dollari, il minimo salariale per un giocatore veterano nell'NBA. Nel 2012 annuncia il ritiro al termine della stagione.

### Post ritiro
Dal 2018 entra come co-proprietario della squadra di G League dei Grand Rapids Drive affiliata ai Detroit Pistons, diventando presidente e restando in carica anche dopo la ricollocazione come squadra satellite dei Denver Nuggets, i Grand Rapids Gold.

## Statistiche

### NBA
| † | Denota le stagioni in cui ha vinto il titolo |
| * | Primo nella lega                             |

#### Regular season
| Anno       | Squadra             | PG   | PT  | MP   | TC%  | 3P%  | TL%  | RP    | AP  | PRP | SP   | PP  |
| ---------- | ------------------- | ---- | --- | ---- | ---- | ---- | ---- | ----- | --- | --- | ---- | --- |
| 1996-1997  | Washington Bullets  | 34   | 0   | 5,8  | 34,8 | -    | 30,0 | 1,7   | 0,1 | 0,2 | 0,3  | 1,1 |
| 1997-1998  | Wash. Wizards       | 67   | 16  | 16,8 | 51,8 | -    | 35,7 | 4,8   | 0,3 | 0,9 | 1,1  | 3,1 |
| 1998-1999  | Wash. Wizards       | 46   | 16  | 26,8 | 57,8 | -    | 35,6 | 8,3   | 0,4 | 1,1 | 2,0  | 6,0 |
| 1999-2000  | Orlando Magic       | 81   | 81  | 24,2 | 50,3 | -    | 47,4 | 8,2   | 0,8 | 0,9 | 1,6  | 4,8 |
| 2000-2001  | Detroit Pistons     | 80   | 79  | 34,5 | 49,0 | 25,0 | 33,6 | 13,2  | 1,5 | 1,3 | 2,3  | 6,4 |
| 2001-2002  | Detroit Pistons     | 80   | 80  | 36,5 | 53,1 | 0,0  | 42,3 | 13,0* | 1,4 | 1,7 | 3,5* | 7,6 |
| 2002-2003  | Detroit Pistons     | 73   | 73  | 39,4 | 48,1 | 16,7 | 45,0 | 15,4* | 1,6 | 1,4 | 3,2  | 6,9 |
| 2003-2004† | Detroit Pistons     | 81   | 81  | 37,7 | 42,1 | 12,5 | 49,0 | 12,4  | 1,7 | 1,8 | 3,0  | 9,5 |
| 2004-2005  | Detroit Pistons     | 74   | 74  | 36,1 | 45,3 | 11,1 | 42,8 | 12,2  | 1,7 | 1,4 | 2,4  | 9,7 |
| 2005-2006  | Detroit Pistons     | 82   | 82  | 35,2 | 51,0 | 0,0  | 41,6 | 11,3  | 1,9 | 1,8 | 2,2  | 7,3 |
| 2006-2007  | Chicago Bulls       | 77   | 77  | 35,0 | 45,3 | 20,0 | 40,8 | 10,7  | 2,4 | 1,4 | 2,0  | 6,4 |
| 2007-2008  | Chicago Bulls       | 50   | 50  | 32,5 | 37,3 | 0,0  | 42,4 | 8,8   | 1,8 | 1,4 | 1,6  | 5,1 |
| 2007-2008  | Cleveland Cavaliers | 22   | 22  | 26,3 | 45,7 | -    | 43,2 | 7,4   | 0,6 | 0,9 | 1,7  | 4,2 |
| 2008-2009  | Cleveland Cavaliers | 56   | 53  | 23,5 | 44,5 | -    | 42,2 | 6,5   | 0,8 | 0,9 | 1,3  | 2,9 |
| 2009-2010  | Detroit Pistons     | 69   | 67  | 28,6 | 54,1 | 0,0  | 40,6 | 8,7   | 1,5 | 1,2 | 1,2  | 5,5 |
| 2010-2011  | Detroit Pistons     | 54   | 49  | 22,9 | 45,0 | 50,0 | 33,3 | 6,5   | 1,3 | 1,0 | 1,0  | 2,9 |
| 2011-2012  | Detroit Pistons     | 62   | 11  | 15,8 | 39,5 | 25,0 | 34,0 | 4,3   | 0,7 | 0,8 | 0,8  | 1,4 |
| Carriera   | Carriera            | 1088 | 912 | 29,5 | 47,4 | 13,7 | 41,4 | 9,6   | 1,3 | 1,3 | 2,0  | 5,7 |
| All-Star   | All-Star            | 4    | 2   | 21,5 | 40,0 | 0,0  | 0,0  | 7,0   | 0,5 | 2,0 | 1,2  | 3,0 |

#### Play-off
| Anno     | Squadra             | PG  | PT  | MP   | TC%  | 3P% | TL%  | RP   | AP  | PRP | SP  | PP   |
| -------- | ------------------- | --- | --- | ---- | ---- | --- | ---- | ---- | --- | --- | --- | ---- |
| 2002     | Detroit Pistons     | 10  | 10  | 40,8 | 47,5 | -   | 43,6 | 16,1 | 1,2 | 1,9 | 2,6 | 7,3  |
| 2003     | Detroit Pistons     | 17  | 17  | 42,5 | 48,6 | 0,0 | 44,6 | 16,3 | 1,6 | 2,5 | 3,1 | 8,9  |
| 2004†    | Detroit Pistons     | 23  | 23  | 40,2 | 45,4 | 0,0 | 42,7 | 14,3 | 1,9 | 1,9 | 2,4 | 10,3 |
| 2005     | Detroit Pistons     | 25  | 25  | 39,2 | 48,1 | 0,0 | 46,1 | 11,3 | 1,0 | 1,7 | 2,4 | 10,0 |
| 2006     | Detroit Pistons     | 18  | 18  | 35,7 | 46,5 | 0,0 | 27,3 | 10,5 | 1,7 | 1,3 | 1,2 | 4,7  |
| 2007     | Chicago Bulls       | 10  | 10  | 36,9 | 56,6 | 0,0 | 50,0 | 9,5  | 1,4 | 1,5 | 1,7 | 8,7  |
| 2008     | Cleveland Cavaliers | 13  | 13  | 23,4 | 51,5 | -   | 35,0 | 6,5  | 1,2 | 0,6 | 1,1 | 3,2  |
| 2009     | Cleveland Cavaliers | 14  | 0   | 12,6 | 61,5 | -   | 0,0  | 2,7  | 0,3 | 0,3 | 0,3 | 1,1  |
| Carriera | Carriera            | 130 | 116 | 34,8 | 48,2 | 0,0 | 41,8 | 11,2 | 1,3 | 1,5 | 1,9 | 7,2  |

## Palmarès
- Campionato NBA: 1

Detroit Pistons: 2004
- Difensore dell'anno: 4 (record condiviso con Dikembe Mutombo e Rudy Gobert)

2002, 2003, 2005, 2006
- Squadre All-Defensive: 6

First Team: 2002, 2003, 2004, 2005, 2006
Second Team: 2007
- Squadre All-NBA: 5

Second Team: 2003, 2004, 2006
Third Team: 2002, 2005
- Convocazioni all'NBA All-Star Game: 4
- Miglior rimbalzista NBA: 2002, 2003
- Miglior stoppatore NBA: 2002
- 2 volte maggior numero di rimbalzi totali in stagione NBA
- 1 volta maggior numero di rimbalzi difensivi in stagione NBA
- 2 volte maggior numero di rimbalzi offensivi in stagione NBA
- Trentaseiesimo miglior rimbalzista di sempre NBA
- Quattordicesimo miglior stoppatore di sempre NBA
- Inserito nella Naismith Memorial Basketball Hall of Fame nel 2021